# Ada Pfitzner-Saverni
Ada Pfitzner-Saverni (Appleton (Wisconsin), 1881 - 1956) fou una cantant americana de la corda de mezzo-soprano.
Batxiller en filosofia del Lawrence College (1902), batxiller en música de la Northwestera University (1903), estudià piano, harmonia i cant a Amèrica amb Clarence Shepard, Guillermo Nelson Burrit i altres. Debutà amb el paper de Nancy en la Marta, en la Reial Òpera de Kiel (1908). També fou solista de l'església baptista de Brooklyn, Nova York (1905); formà part de la companyia que, sota la direcció de W. Savage, cantà òpera gran als Estats Units i el Canadà. Després fou solista de l'Orquestra Filharmònica de Nuremberg (1913-14), cantà en la Reial Òpera de Kiel, en la llavors Nova Reial Òpera de Berlín, en els teatres municipals de Colmar i Essen, en el Künstlertheater de Múnic i diversos altres. Creà el paper Mare Gertrudis en l'òpera Der Kobold, de Siegfried Wagner. El seu repertori comprenia 50 òperes de gran estil, innumerables oratoris, centenars de cançons i balades, etc. El 1912 va contraure matrimoni amb el compositor alemany Walter Pfitzner (1882-1952).